# São Tomé do Castelo
São Tomé do Castelo é uma povoação portuguesa do Município de Vila Real, situada na margem esquerda do Rio Corgo e na vertente poente da Serra da Falperra. Foi sede da extinta Freguesia de São Tomé do Castelo, freguesia que tinha32,92 km² de área e 950 habitantes (2011). 
A Freguesia de São Tomé do Castelo foi extinta (agregada) pela reorganização administrativa de 2012/2013, tendo o seu território sido integrado na então criada União das Freguesias de São Tomé do Castelo e Justes.
Além da sede, a Freguesia de São Tomé do Castelo englobava os seguintes lugares: Águas Santas, Felgueiras, Fortunho, Leirós, Linhares, São Cosme e Vila Meã.

## População
| População da freguesia de São Tomé do Castelo (1801–2011) | População da freguesia de São Tomé do Castelo (1801–2011) | População da freguesia de São Tomé do Castelo (1801–2011) | População da freguesia de São Tomé do Castelo (1801–2011) | População da freguesia de São Tomé do Castelo (1801–2011) | População da freguesia de São Tomé do Castelo (1801–2011) | População da freguesia de São Tomé do Castelo (1801–2011) | População da freguesia de São Tomé do Castelo (1801–2011) | População da freguesia de São Tomé do Castelo (1801–2011) | População da freguesia de São Tomé do Castelo (1801–2011) | População da freguesia de São Tomé do Castelo (1801–2011) | População da freguesia de São Tomé do Castelo (1801–2011) | População da freguesia de São Tomé do Castelo (1801–2011) | População da freguesia de São Tomé do Castelo (1801–2011) | População da freguesia de São Tomé do Castelo (1801–2011) | População da freguesia de São Tomé do Castelo (1801–2011) | População da freguesia de São Tomé do Castelo (1801–2011) |
| 1801                                                      | 1849                                                      | 1864                                                      | 1878                                                      | 1890                                                      | 1900                                                      | 1911                                                      | 1920                                                      | 1930                                                      | 1940                                                      | 1950                                                      | 1960                                                      | 1970                                                      | 1981                                                      | 1991                                                      | 2001                                                      | 2011                                                      |
| --------------------------------------------------------- | --------------------------------------------------------- | --------------------------------------------------------- | --------------------------------------------------------- | --------------------------------------------------------- | --------------------------------------------------------- | --------------------------------------------------------- | --------------------------------------------------------- | --------------------------------------------------------- | --------------------------------------------------------- | --------------------------------------------------------- | --------------------------------------------------------- | --------------------------------------------------------- | --------------------------------------------------------- | --------------------------------------------------------- | --------------------------------------------------------- | --------------------------------------------------------- |
| 1 121                                                     | 1 449                                                     | 1 598                                                     | 1 670                                                     | 1 707                                                     | 1 574                                                     | 1 670                                                     | 1 564                                                     | 1 578                                                     | 1 762                                                     | 1 827                                                     | 1 728                                                     | 1 415                                                     | 1 324                                                     | 1 245                                                     | 990                                                       | 950                                                       |

| Distribuição da População por Grupos Etários em 2001 e 2011 | Distribuição da População por Grupos Etários em 2001 e 2011 | Distribuição da População por Grupos Etários em 2001 e 2011 | Distribuição da População por Grupos Etários em 2001 e 2011 | Distribuição da População por Grupos Etários em 2001 e 2011 | Distribuição da População por Grupos Etários em 2001 e 2011 | Distribuição da População por Grupos Etários em 2001 e 2011 | Distribuição da População por Grupos Etários em 2001 e 2011 | Distribuição da População por Grupos Etários em 2001 e 2011 | Distribuição da População por Grupos Etários em 2001 e 2011 |
| ----------------------------------------------------------- | ----------------------------------------------------------- | ----------------------------------------------------------- | ----------------------------------------------------------- | ----------------------------------------------------------- | ----------------------------------------------------------- | ----------------------------------------------------------- | ----------------------------------------------------------- | ----------------------------------------------------------- | ----------------------------------------------------------- |
| Idade                                                       | 0-14                                                        | 15-24                                                       | 25-64                                                       | > 65                                                        |                                                             | 0-14                                                        | 15-24                                                       | 25-64                                                       | > 65                                                        |
| 2001                                                        | 135                                                         | 144                                                         | 464                                                         | 247                                                         |                                                             | 13,6%                                                       | 14,5%                                                       | 46,9%                                                       | 24,9%                                                       |
| 2011                                                        | 119                                                         | 87                                                          | 477                                                         | 267                                                         |                                                             | 12,5%                                                       | 9,2%                                                        | 50,2%                                                       | 28,1%                                                       |

## História
As terras de São Tomé do Castelo (ainda sem este nome) receberam forais de D. Sancho I (datação imprecisa, entre 1189 e 1207) e D. Afonso II (1212). O termo então criado chamava-se Castelo São Cristóvão, situando-se o seu centro no actual monte de São Bento, perto de Fortunho.
Segundo as Memórias de Vila Real, em 1530 todos os lugares desta freguesia ainda pertenciam a Mouçós, mas em 1721 (Relação de Vila Real e seu Termo) já estava constituída a freguesia de São Tomé do Castelo.
Tal como todas as demais terras pertencentes aos Marqueses de Vila Real, São Tomé do Castelo passou em 1641 para a posse da Coroa, quando o Marquês e o seu herdeiro foram executados sob acusação de conjura contra D. João IV. Em 1654, passou a integrar o património da recém-criada Sereníssima Casa do Infantado, situação que se manteve até à extinção desta, aquando das reformas do Liberalismo.
Na sequência da reorganização administrativa ditada pela Lei n.º 22/2012, o território da vizinha freguesia de Justes foi-lhe anexado, passando o conjunto a designar-se oficialmente União das Freguesias de São Tomé do Castelo e Justes. Assim, "São Tomé do Castelo" foi de facto extinta enquanto designação oficial de freguesia.